# نيانجوما كوجيلو
نيانجوما كجويلو ، وتعرف أيضًا باسم كجويلو ، هي قرية تقع في مقاطعة سيايا ، في كينيا، وتقع بالقرب من خط الاستواء على بعد 60 كيلومترا من مدينة كيزيمو ، عاصمة مقاطعة نيانزا. ويسكنها 3648 نسمة.

## الخدمات
نيانجوما كجويلو هي قرية ريفية نموذجية في كينيا ويعتمد معظم السكان فيها على الزراعة كمصدر رئيسي للدخل. يوجد في القرية سوق تجاري فيه العديد من المحلات التجارية والحانات. يتبع السكان عدد من الديانات مختلفة ويعيش الجميع في سلام، لكن في عام 2009، حاولت كنيسة نيانجوما السبتية تحويل سارة أوباما ، زوجة جد باراك أوباما، إلى المسيحية . وبعد استشارة عائلتها، اختارت عدم التحول إلى المسيحية وستمرت كمسلمة.
يوجد في القرية مدرسة ابتدائية (مدرسة السيناتور أوباما الابتدائية) ومدرسة ثانوية (مدرسة السيناتور أوباما الثانوية). تبرع بالأرض باراك أوباما الأب الذي ينتمي للقرية لبناء المدرستين وفي 2006 تم تسميت المدرستين على اسم باراك أوباما الابن الذي كان في ذللك الوقت عضو في مجلس الشيوخ الأمريكي. ويوجد في القرية مركز صحي.
بعد الانتخابات الرئاسية الأمريكية عام 2008 ، ربطت القرية بشبكة الكهرباء الوطنية لاول مره، وفتتح فيها مركز للشرطة الكينية بسبب زيادة الاهتمام بالقرية التي ينتمي ليها اسلاف الرئيس الأمريكي باراك أوباما.

## النقل
وتقع قرية نيانجوما كوجيلو على طول الطريق غير المعبد C28 بين تقاطع نغيا وندوري. على بعد أقل من 10 كيلومترات شمال كوجيلو، تقع نجيا التي تقع طول طريق كيزيمو- سيايا (طريق C30). وعلى بعد بضعة كيلومترات جنوب نيانجوما كوجيلو يقع جسر على نهر يالا الذي يصب في بحيرة فيكتوريا
.